# マクシミリアン・カール・ツー・レーヴェンシュタイン＝ヴェルトハイム＝ロシュフォール

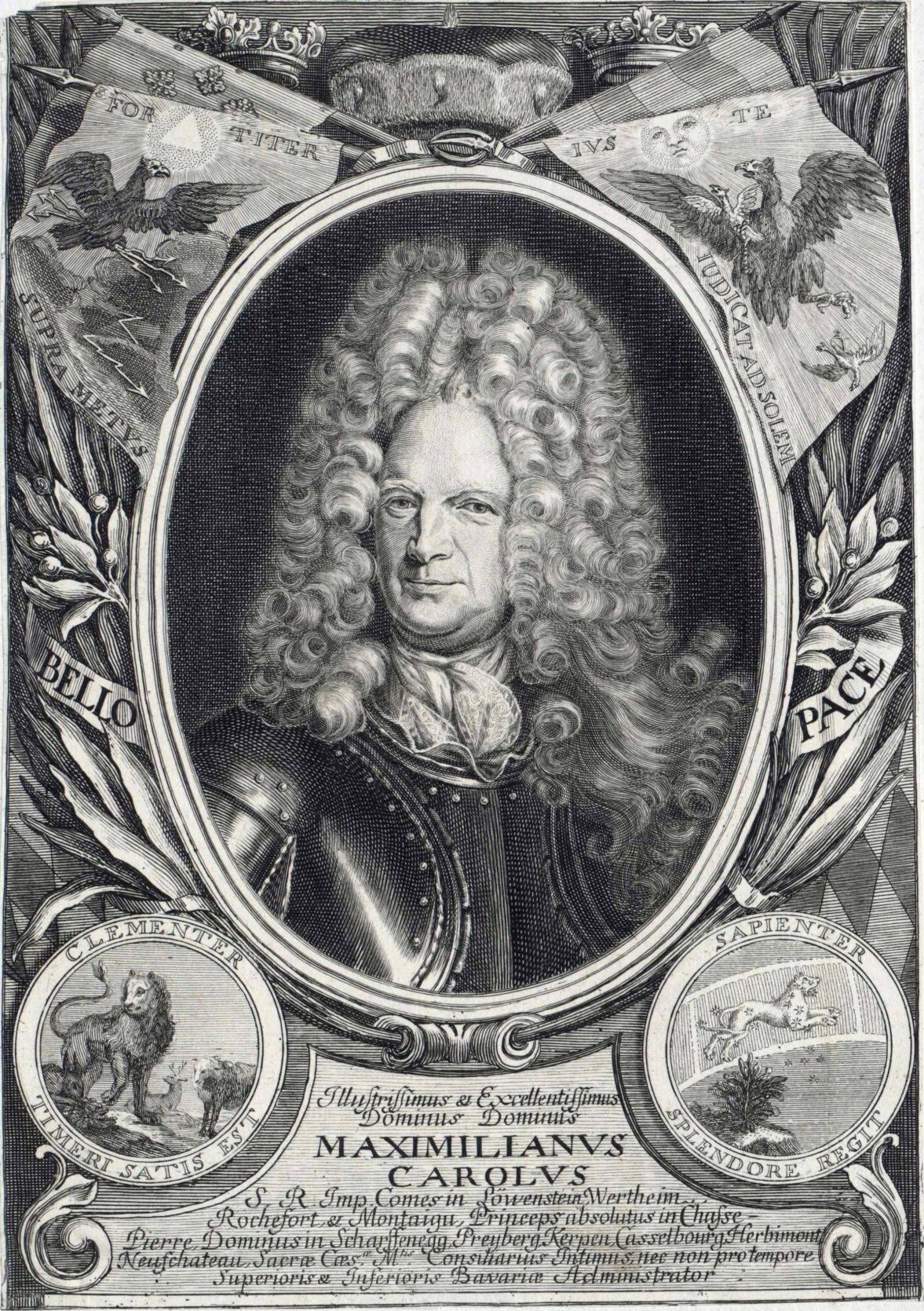
老年期のマクシミリアン・カールの銅版画

マクシミリアン・カール・アルブレヒト・ツー・レーヴェンシュタイン＝ヴェルトハイム＝ロシュフォール（Maximilian Karl Albrecht Fürst zu Löwenstein-Wertheim-Rochefort, 1656年7月14日 - 1718年12月26日）は、ドイツの上級貴族レーヴェンシュタイン＝ヴェルトハイム家出身者では最初の侯。神聖ローマ皇帝ヨーゼフ1世、カール6世兄弟に仕え、顕職を歴任した。

## 生涯
レーヴェンシュタイン＝ヴェルトハイム＝ロシュフォール伯フェルディナント・カールとその妻でフュルステンベルク＝ハイリゲンベルク伯エゴン8世の娘であるマリア・アンナの間の長男として生まれた。一族の伝統に従いハプスブルク家の皇帝たちに仕えた。フランス政府の強い後押しを受けて同家はプファルツ系ヴィッテルスバッハ家の相続権を認められるよう運動したが、この要求は斥けられた。1686年にウィーンの貴族部会選出の常任帝国顧問官会議（Wirklicher Reichshofrat）の顧問官に抜擢され、皇后エレオノーレ・マグダレーネの近衛隊に所属する大尉にも任命された。続いてフランケン帝国クライス、オーバーライン帝国クライスの皇帝代理の役職を務めた。1699年5月に帝室世襲領の枢密顧問官となり、1702年4月には殿下の敬称にほぼ相当する敬称「高貴な生まれなるHochwohlgeboren」を授けられた。
スペイン継承戦争が始まると、1704年に皇帝軍が占領中のオーバープファルツ地方の総督に任命された。皇帝に敵対するバイエルン選帝侯マックス・エマヌエルが逃亡した後のランツフート、ミュンヘンに駐留し、バイエルン公国の占領統治を行うバイエルン皇帝行政府の長官となった。1709年、皇帝から侯に昇爵させるとの口頭での約束を与えられたが、侯位の正式授与はヨーゼフ1世が死の床についていた1711年4月3日まで待たされた。最初の皇帝勅許状では、侯位はマクシミリアン・カール本人とその長子の2代にしか認められなかった。しかし追加の勅許状により、侯位の相続はマクシミリアン・カールの正式な婚姻による男系子孫全員に認められることとなった。この2つの勅許状を発してもらうため、彼は9631グルデン及び30クロイツァーを費やした。
1712年から1716年にかけ、レーゲンスブルクで開かれる常設帝国議会の皇帝首席代表委員の名誉職を務めた。1717年にミラノ公国の総督に任命されたが、翌年に死去した
。遺体はミラノに埋葬されたが、心臓だけは切り取られてヴェルトハイムの教会に安置された。

## 子女
1678年8月26日にインスブルックにおいて、伯爵令嬢ポリクセナ・マリア・クーエン・フォン・リヒテンベルク・ウント・ベラージと結婚し、間に10人の子女をもうけた。
- マリア・テレジア・フランツィスカ（1679年 - 1718年） - 修道女
- ヴィルヘルム・カール・マグヌス・アントン（1680年）
- マクシミリアン・カール・アントン（1681年 - 1710年）
- ヴォルフガング・フィリップ・エーバーハルト・ヨーゼフ（1683年）
- フェリックス・アルベルト（1684年 - 1685年）
- エレオノーレ・マリア・アンナ（1686年 - 1753年） - 1704年、ヘッセン＝ローテンブルク方伯エルンスト・レオポルトと結婚
- フランツ・ヨーゼフ（1687年 - 1688年）
- マリア・レオポルディーナ・テレーゼ・レナーテ・ドロテア（1689年 - 1763年） - 1710年、コンラート・フォン・シュターレンベルク伯爵と結婚
- ドミニク・マルクヴァルト（1690年 - 1735年） - レーヴェンシュタイン＝ヴェルトハイム＝ロシュフォール侯
- フランツ・カール（1693年 - 1697年）